# Nicolaes Knüpfer
Nicolaes Knüpfer (alemany: Nicolaus Knüpfer)  (Leipzig, 1609 - Utrecht, 15 d'octubre de 1655) va ser un pintor barroc nascut en Leipzig en els anys 1600 o poc després i mort a Utrecht a l'octubre de 1655, que va pertànyer a l'Edat d'Or holandesa. Gairebé tot el que se sap de la seva vida està basat en una inscripció d'un retrat gravat datat de 1642. Després d'un aprenentatge inicial en Leipzig amb Emanuel Nysen; després es va traslladar a Magdeburg on va trobar treball en la fabricació de pinzells per als artistes. En 1630 es va mudar a Utrecht, on va estudiar amb el pintor manierista Abraham Bloemaert (1566-1651).

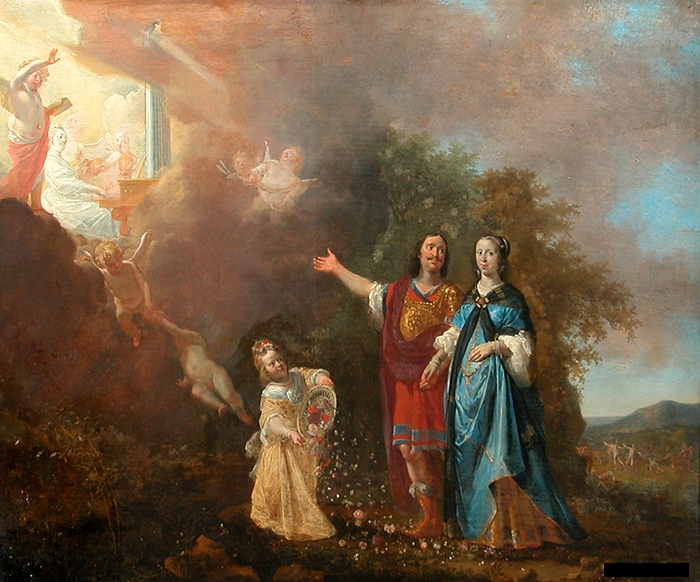
Retrat alegórico d'una parella amb una organista Museu del Louvre, París.

Va treballar en la decoració del castell de Kronborg a dinamarca.
En 1637 es va unir a la confraria de sant Lluc, es va casar i va rebre unes importants comissions reals de tres escenes de batalla, actualment perdudes. Va pintar unes poques escenes de gènere i retrats, però la seva obra es va concentrar principalment en pintures històriques de petita grandària.

## Estil

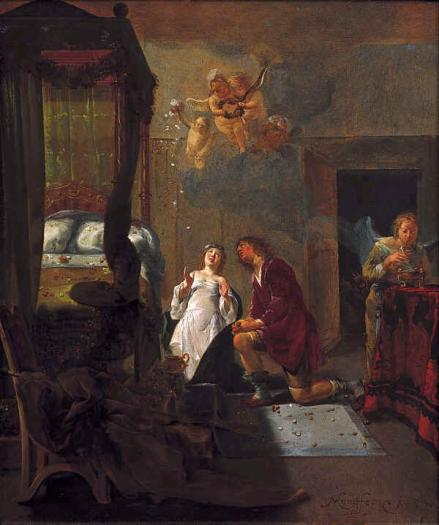
L'oració del matrimoni de Tobías i Sara del llibre de Tobías (1664) Museu Central, Utrecht.

El teatre retòric, el local del gremi dels retòrics locals que realitzaven espectacles d'afeccionats, va inspirar la seva obra. En diverses ocasions Knüpfer va crear composicions amb escales que condueixen a una estrada, on hi ha entronitzat un governant o un jutge. Una altra font de les seves composicions va ser un llibre anomenat “Toneel van de mannelicke achtbaerheyt” ("El teatre de la representació masculina") il·lustrat per Adriaen van de Venne (1589-1662).
Knüpfer es va especialitzar en pintures històriques basades en històries de la Bíblia, la història grega i romana i la mitologia. Knüpfer va gaudir de considerable fama i va anar freqüentment contractat per patrons. Típic del seu estil és la pinzellada solta, la vivesa de les seves descripcions i la riquesa de la seva paleta. Les pintures de Knüpfer es van caracteritzar per una tècnica sense detall i la pinzellada solta. Els seus càlids tons i el dramàtic clarobscur recorden l'estil inicial de Rembrandt (1606-1669). Les seves figures estan sovint en posis inusuals i pintades amb línies que flueixen amb tocs blancs.

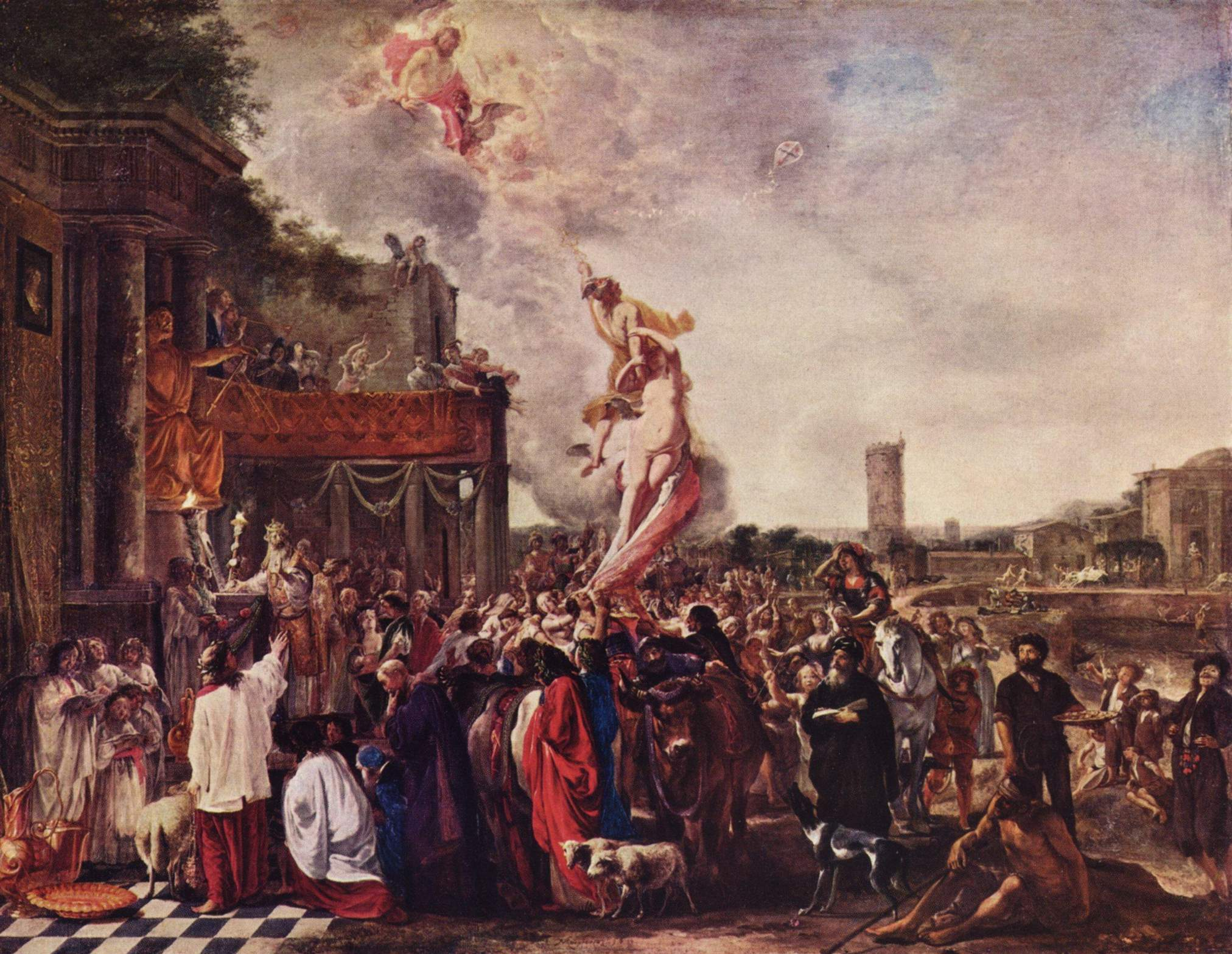
L'al·legoria de la recerca de la felicitat (1651) Museu Estatal, Schwerin.

Es pensa que Knüpfer va poder haver pintat en Utrecht les figures de les pintures mitològiques i bíbliques de Jan Both (entre 1610 i 1618-1652), també va pintar els personatge d'algunes de les pintures de Jan Baptist Weenix (1621-1660).

## Estudiants
Basant-se en les similituds estilístiques, es creu que va poder ser el mestre de Jan Steen (sobre 1626-1679), en l'obra del qual és evident la influència de Knüpfer. Un altre dels seus eminents pupils va ser Gabriel Metsu (1629-1667).

## Pintures
- Museu Nacional, Amsterdam:
  - Escena de bordell oli sobre taula, dècada del 1630.
  - Enviats d'Alejandro Magne investint al jardiner Abdalonimos amb les insígnies de la reialesa de Sidón oli sobre taula, 1630-49.

- Museu Herzog Anton Ulrich, Brunswick:
  - La idolatria de Salomón oli sobre fusta de roure, sobre 1635.
  - L'ofrena de Salomón als déus estrangers dibuix.

- Museu de Belles Arts de Budapest:
  - Crist davant Herodes Antipas oli sobre taula.

- Galeria Nacional, Dessau:

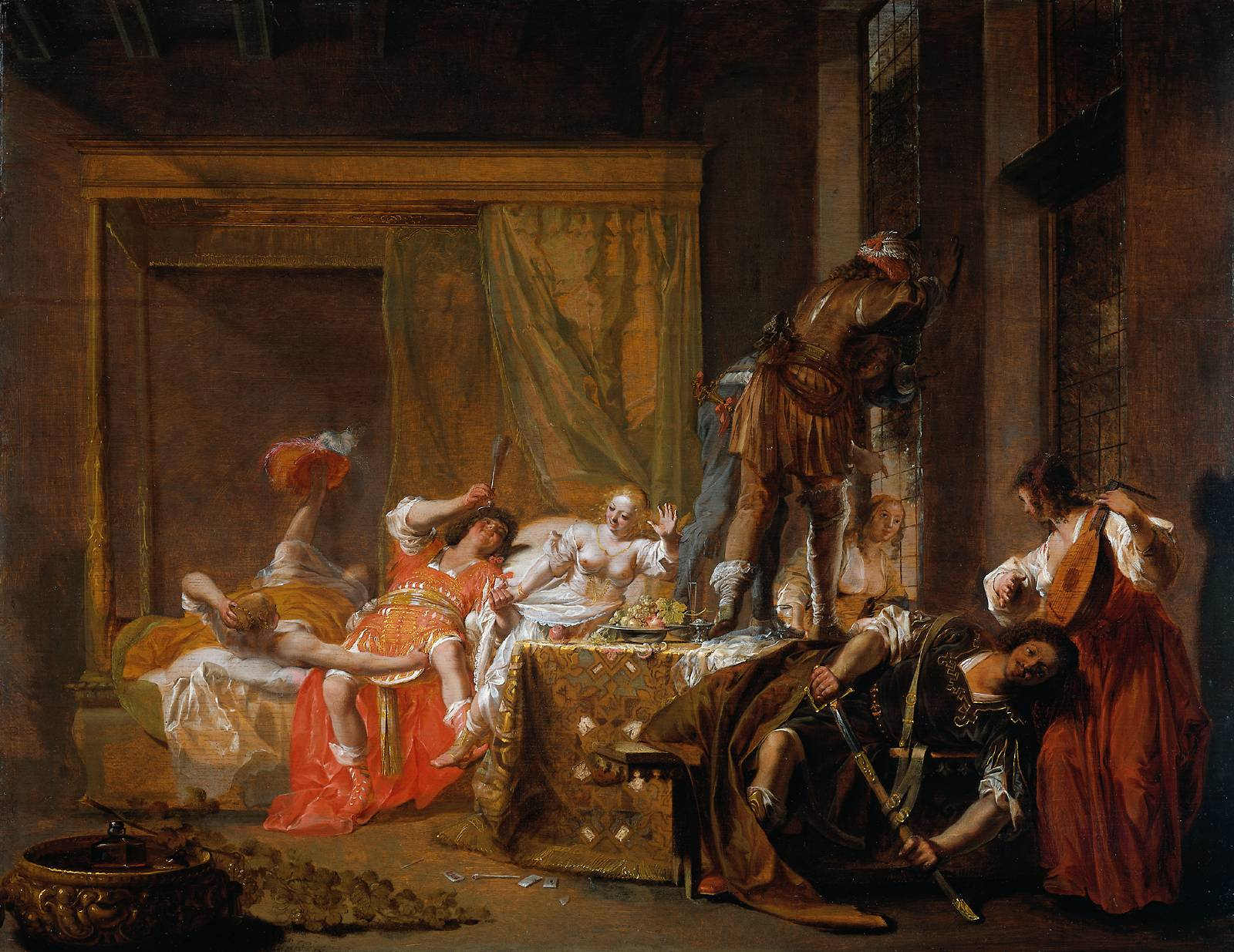
Escena de bordell (dècada de 1630), Museu Nacional, Ámsterdam.

  - La resurrecció de Lázaro oli sobre fusta de roure.

- Galeria de Pintures dels Mestres Clàssics, Dresden:
  - María Magdalena dibuixo.

- Galeria d'Art, Hamburg:
  - Diògenes ridiculitza la definició d'home que va fer Plató dibuixo.

- Museu Nacional, Kassel:
  - Les set obres de la misericòrdia oli sobre fusta de roure.

- Museu d'Arts Plàstiques, Leipzig:
  - La mort de Sofonisba oli sobre fusta.

- Museu Britànic, Londres:
  - Coriolano rebent a les matrones romanes dibuix.

- Museu J. Paul Getty, Los Angeles:
  - Crist davant Pilatos dibuix, dècada del 1640.
  - Solón davant Creso oli sobre taula, 1650-2.

- Alte Pinakothek, Múnic:
  - L'alegre oli sobre coure, sobre 1630.

- Museu del Louvre, París:
  - Asuero lliurant a Esther el seu ceptre d'or dibuixo.
  - Retrat alegórico d'una parella amb una organista oli sobre taula.

- Museu de Belles arts, Pau:
  - Píram i Tisbe oli sobre llenç.

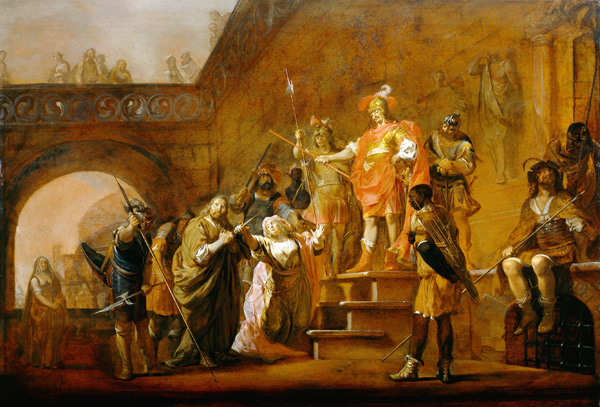
Arria i Petro col·lecció privada.

- Palacio de Weissenstein, Pommersfelden:
  - La venjança de Lucrecia oli sobre fusta de roure.

- Museu Rupert de Chièvres, Poitiers:
  - Artemisia bevent les cendres del rei Mausolo sobre 1630.

- Museu Ermitage, Sant Petersburg:
  - La reina de Saba davant Salomón oli sobre llenç, 1640.
  - Zorobabel i Darío oli sobre llenç, 1653.
  - Hèrcules obtenint la faixa de Hipólita oli sobre taula.

- Museu Estatal, Schwerin:
  - L'al·legoria de la cerca de la felicitat oli sobre coure, 1651.
  - La rentada de peus oli sobre fusta.
  - José interpretant els somnis a la presó oli sobre fusta.

- Museu Central, Utrecht:
  - La mort d'Orfeu oli sobre panell, 1630-55.
  - L'oració del matrimoni de Tobiesi Sara del llibre de Tobies oli sobre coure, 1664.

- Museu d'Història de l'Art de Viena:
  - Paisatge amb Argos i Mercuri oli sobre llenç, sobre 1650.

- Altres localitzacions:
  - Arria i Petro oli sobre taula de caoba, col·lecció privada, Alemanya, sobre 1655.
  - La incredibilidad de sant Tomás oli sobre taula, col·lecció privada, Colòmbia.
  - La reina de Saba oli.